# Einsam unter Palmen
Einsam unter Palmen – Auswanderer Sucht Liebe bzw. Auswanderer sucht Frau war eine deutsche Dating-Doku-Soap.

## Konzept
Die Sendung drehte sich um deutsche Auswanderer, die in dem neuen Land nach ihrer Liebe suchten. Dabei kam es unter anderem zu Sprach- und Kulturunterschieden. Weiterhin wurden die Landschaft und die Dramen der Liebespaare hervorgehoben.

## Produktion und Ausstrahlung
Einsam unter Palmen wurde von 2010 bis 2014 in Spanien und Deutschland produziert. Dabei sind 14 Episoden und drei Staffeln entstanden. Die Sendung wurde auf dem deutschen Fernsehsender RTL sonntags im Vorabendprogramm ausgestrahlt.